# Sonia Francius
Sonia Francius, née le 19 mai 1957 à Saint-Laurent-du-Maroni, est une fonctionnaire française d'origine guyanaise et une écrivaine. Jusqu'en 2023 elle était la Directrice de l’Institut National Supérieur du Professorat et de l’Éducation de Guyane, première femme guyanaise à être nommée à cette fonction. Elle est également la première guyanaise directrice du cabinet d'un recteur de la Guyane ; première inspectrice d'académie, directrice des services départementaux de l'éducation nationale guyanaise, première femme et guyanaise directrice d'un service déconcentré de l'état : la jeunesse, les sport et la cohésion sociale.
Sonia Francius est actuellement Conseillère,Directrice de missions au sein du cabinet du Président de la Collectivité Territoriale de Guyane.

## Biographie
Sonia Francius naît sous le nom de Sonia Glorie le 19 mai 1957 à Saint-Laurent-du-Maroni en Guyane. Elle est la fille d’une aide-soignante et d’un médecin, tous deux guyanais. Sonia Francius passe son enfance principalement dans sa ville natale, puis en Martinique.

### Parcours scolaire et universitaire
Elle est scolarisée dans le primaire à l’école privée de Saint Léon, en Guyane et à l’école publique communale de Saint-Laurent du Maroni. Puis, elle part en Martinique afin de poursuivre sa scolarité. Elle effectue ses études secondaires au collège Perrinon de Fort-de-France puis au lycée de jeunes filles de Fort-de-France.
Elle est titulaire d’un diplôme d’études universitaires générales de droit, d’une maîtrise de langue créole et d’un master de gestion et d’administration des établissements du système éducatif.

## Vie privée
Sonia Yves Glorie est mariée depuis juillet 1980 à Serge Francius. Ils ont trois filles : Magali, Mylène et Aurore.
Elle défend les causes du droit à l’Éducation et à l’Égalité, elle est la présidente de l’association Cercle guyanais pour l’égalité et l’excellence.

## Carrière
Elle commence sa carrière en Martinique en tant qu’institutrice et enseigne pendant 6 ans. À ce titre, en 1986, elle est avec deux autres collègues, Arsène Bouyer d’Angoma et Emmanuella Rattier, chargée de la fonction de médiatrice culturelle pour l’introduction du créole à l’école en Guyane. Par la suite elle est nommée conseillère pédagogique pour l’enseignement de la langue et la culture créole en primaire.
Après cette première expérience, Sonia Francius réussit en 1991 au concours d’Inspecteur de l’Éducation Nationale. Elle publie un ouvrage en langue créole avec Aline Chanol,.
À la suite de la création du Rectorat de Guyane, en 1997, elle assure auprès de Christian Duverger, premier Recteur de l’Académie de Guyane, les fonctions cumulées de déléguée académique à la coopération transfrontalière et aux relations internationales (DARIC), déléguée académique à l’action culturelle, directrice de la communication.
En 2000, auprès du recteur Jean-François Bellegarde, Sonia Francius devient la première femme guyanaise à exercer la fonction de directrice de Cabinet au sein du tout nouveau Rectorat de Guyane. En 2004, Sonia Francius est nommée Inspectrice d’Académie adjointe au recteur- DSDEN de Guyane - Jean-Michel Blanquer. Puis auprès du recteur Bernard-Marie Grossat en 2006.
À partir de 2007, Sonia Francius occupe le poste d’Inspectrice d’académie - directrice des services de l’Éducation Nationale du département des Landes, académie de Bordeaux de septembre 2007 à janvier 2011, auprès des recteurs William Marois, puis, Jean-Louis Nembrini. À cette époque, elle est la seule et l’unique femme guyanaise à assurer ce niveau de responsabilité dans une académie.
En 2011, à la suite de la Réorganisation Administrative Territoriale de l’État (REATE), elle retourne à sa Guyane natale et devient Directrice de la Jeunesse, des sports et de la Cohésion sociale de Guyane, cela fait d’elle la première femme guyanaise à être directrice d’un service déconcentré de l’État en Guyane.
En 2016, elle arrête sa fonction à la tête de la direction de la Jeunesse, des Sports et de la Cohésion sociale (DDJSCS). De 2016 à 2018, Sonia Francius est nommée Directrice régionale aux droits des femmes et à l’égalité.
EN 2018, elle est, par nomination ministérielle, la directrice de l’École supérieure du professorat et de l'éducation  (ESPE) de l'académie de Guyane au sein de l'université de Guyane. L'ESPE est devenue en 2019, l’Institut national supérieur du professorat et de l'éducation (INSPE), qui délivre le diplôme de master des métiers de l’enseignement, de l’éducation et de la formation, le master MEEF. 
Parvenue à la fin de sa mission de directrice de l'INSPE au mois de juin 2023, Sonia FRANCIUS a décidé de poursuivre son engagement au profit de la Guyane, dans la sphère de la fonction publique territoriale.
Ainsi, depuis le 1er septembre 2023, elle est Inspectrice d'académie, détachée dans les fonctions de Conseillère, Directrice de missions auprès du Président de la Collectivité Territoriale de Guyane.
Sonia FRANCIUS se réjouit de pouvoir capitaliser sa longue expérience professionnelle dans ses nouvelles missions qui consistent à faciliter l'accès à l'égalité des droits, à l'égalité des chances et à l'excellence particulièrement dans les domaines qui lui sont familiers : la cohésion sociale, l'éducation, la formation et la citoyenneté.

## Distinctions
Sonia Francius est promue:
- Chevalier dans l’Ordre national du Mérite[14] en 2001.
- Chevalier dans l’ordre de la Légion d’honneur en 2009[15].
- Officier des palmes académiques en 2019[16].

## Publications
- avec Aline Belfort (écriture en créole), Sigré bounyon wara : kont di lagwiyàn / mèt lékriti-a Sonia Francius, Aline Chanol, Cayenne, Rakaba, 1987, 26 p. (lire en ligne)
- avec Aude Thérèse, Pipiri : langues et cultures créoles guyanaises : cycle III, Paris, Servedit, 1998, 64 p. (ISBN 9782868771261, lire en ligne)
- Mieux connaître la Guyane : programme d'histoire, de géographie, d'éducation à l'environnement, de langues et de cultures créoles, Matoury, Ibis Rouge, 2017 (1re éd. 1997), 148 p. (ISBN 9782375205303, présentation en ligne)
- Directrices d'école de Guyane : en leur honneur !, Cayenne, Canopé ; Cercle Guyanais pour l'Excellence et l’Égalité, 2019, 81 p. (ISBN 9782240049391, lire en ligne)
- avec Aline Belfort, Ho-Sack-Wa,  Mireille Badamie, Tomou Dinguiou, Awalawaara Masak - Endjen laro bwa Wara !, Guyane, Ibis Rouge, 2021, 64 p. (ISBN 9782375205648, lire en ligne)[17]